# Мята полевая
Мя́та полева́я, или Мята лугова́я (лат. Méntha arvénsis) — многолетнее травянистое растение, вид рода Мята (Mentha) семейства Яснотковые (Lamiaceae).

## Ботаническое описание
Многолетнее растение с ползучим корневищем, высотой 15—100 см.
Стебли чаще распростёртые, реже прямостоячие, ветвистые, иногда красноватые, мохнато-пушистые от направленных вниз волосков.
Листья яйцевидные, продолговато-яйцевидные или продолговато-эллиптические, на верхушке острые, по краю пильчато-зубчатые.
Цветки лиловые или лилово-розовые, собраны в многоцветковые шаровидные ложные мутовки на волосистых, реже голых цветоножках; чашечка колокольчатая, часто фиолетовая, волосистая; венчик широкотрубчатый.
Плод — ценобий: дробный плод, состоящий из четырёх равномерно развитых округлых, тупых на верхушке, гладких орешкообразных односеменных частей (эремов).
Растение цветёт в июне—октябре. Плоды созревают в августе—октябре.

## Распространение и экология
Евразийский вид, произрастает в Европе, Западной и Средней Азии, на Кавказе, заходит в Индию и Непал. В России встречается на Северном Кавказе, в европейской части, Западной и Восточной Сибири.
Растёт на полях, лугах, по берегам водоёмов, рек, озёр, арыков, на болотистых участках.

## Значение и применение
В надземной части растения содержится до 2 % эфирного масла (Масло мяты луговой), основной частью которого является ментол и различные терпены.
Молодые побеги используются как приправа к блюдам и для ароматизации чайных смесей, напитков, соусов, кондитерских изделий, уксуса.
Эфирное мятное масло широко применяют в медицине как желудочное и болеутоляющее, ментол — при насморке, мигрени, как обеззараживающее и болеутоляющее средство, при лечении обморожений, для производства валидола. Листья мяты — при мигрени, невралгии; надземная часть растения — как противокашлевое, отхаркивающее, при тахикардии, тошноте, рвоте, аллергии, как средство, повышающее аппетит, при гиперацидном гастрите, желудочно-кишечных и печёночных коликах, как вяжущее. В тибетской медицине употребляют внутрь для лечения туберкулёза лёгких и желудочных заболеваний, наружно — как болеутоляющее при судорогах, ревматических и артрических болях, как противовоспалительное при кожных болезнях.
Мята входит в состав аппетитного, желудочного, ветрогонного, потогонного, желчегонного и успокоительного сборов и сбора для ванн.
В Российской Федерации внесена в реестр многолетних сорных растений, за выращивание мяты на своем участке полагается штраф.

## Классификация

### Таксономия
Mentha arvensis L., 1753, Sp. Pl. : 577
Вид Мята полевая относится к роду Мята (Mentha) семейства Яснотковые (Lamiaceae) порядка Ясноткоцветные (Lamiales). Таксономическая схема в соответствии с Системой APG IV по состоянию на декабрь 2023 года:
|  |                                      |  |                                   |                                   |                      |  | ещё 23 семейства | ещё 23 семейства |                  |  |  |  | еще 42 подтвержденных вида и 319 таксонов, ожидающих подтверждения |
|  |                                      |  |                                   |                                   |                      |  | ещё 23 семейства | ещё 23 семейства |                  |  |  |  | еще 42 подтвержденных вида и 319 таксонов, ожидающих подтверждения |
|  |                                      |  |                                   | порядок Ясноткоцветные            |                      |  |                  |                  | род Мята         |  |  |  |                                                                    |
|  |                                      |  |                                   | порядок Ясноткоцветные            |                      |  |                  |                  | род Мята         |  |  |  |                                                                    |
|  | отдел Цветковые, или Покрытосеменные |  |                                   |                                   | семейство Яснотковые |  |                  |                  | вид Мята полевая |  |  |  |                                                                    |
|  | отдел Цветковые, или Покрытосеменные |  |                                   |                                   | семейство Яснотковые |  |                  |                  |                  |  |  |  |                                                                    |
|  |                                      |  | ещё 63 порядка цветковых растений | ещё 63 порядка цветковых растений |                      |  |                  | ещё 268 родов    | ещё 268 родов    |  |  |  |                                                                    |
|  |                                      |  |                                   | ещё 63 порядка цветковых растений |                      |  |                  |                  | ещё 268 родов    |  |  |  |                                                                    |